# Zbiornik antropogeniczny

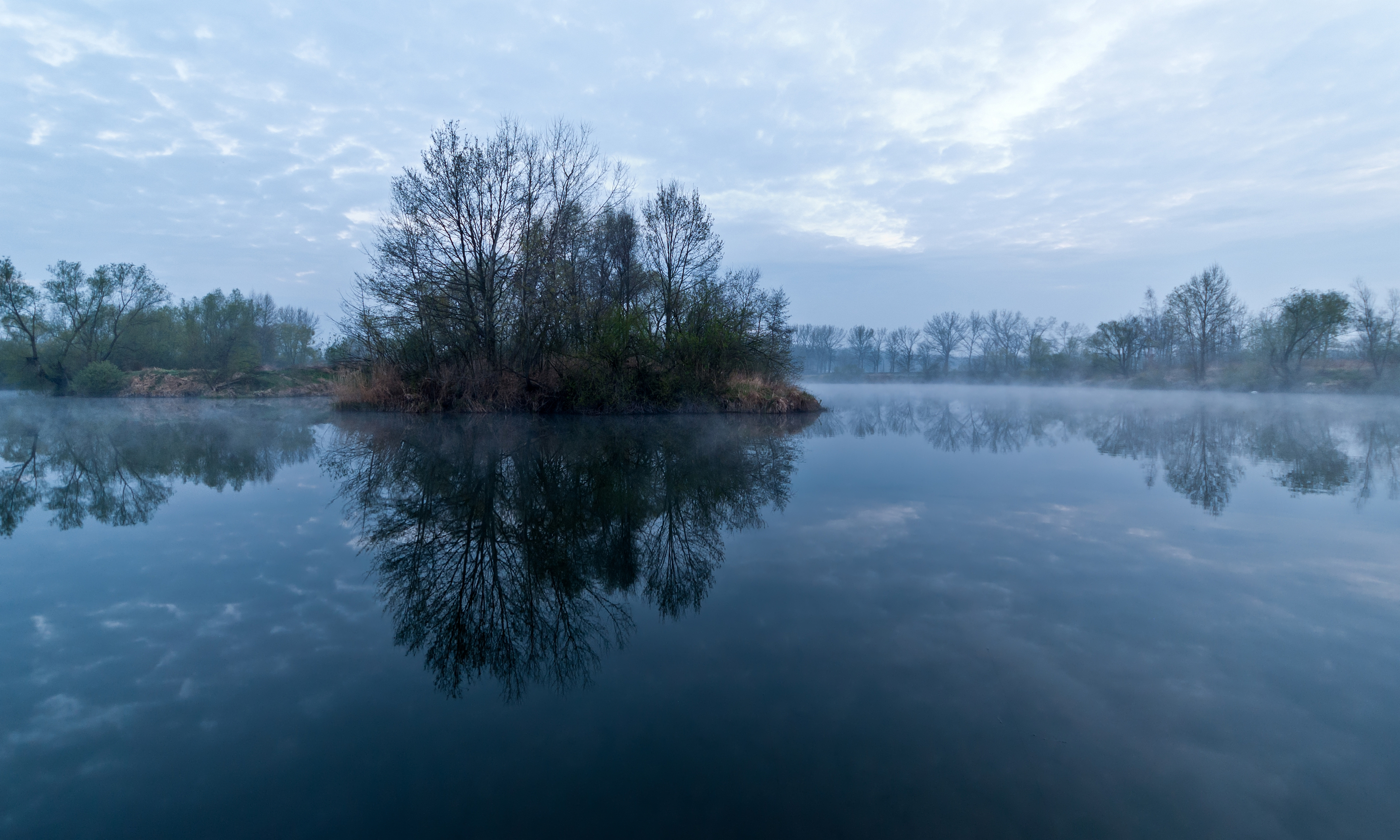
Zbiornik antropogeniczny w Paczkowie

Zbiornik antropogeniczny – zbiornik utworzony w wyniku działalności człowieka (synonimicznie określany jako: zbiornik wodny, jezioro antropogeniczne, jezioro sztuczne). Istnieje wiele klasyfikacji zbiorników antropogenicznych jednak najczęściej stosowane odwołują się do kryterium uwzględniającego sposób powstania misy zbiornikowej. Wyróżnia się: zbiorniki zaporowe, zbiorniki poeksploatacyjne, zbiorniki w nieckach z osiadania, zbiorniki zapadliskowe, zbiorniki groblowe, sadzawki, zbiorniki poregulacyjne, baseny i inne sztuczne najczęściej poligenetyczne. Zbiorniki antropogeniczne posiadają zwykle charakter wielofunkcyjny i pełnią wiele ważnych zadań gospodarczych, chociaż ich wykorzystanie zależy przede wszystkim od wielkości zbiornika i jakości retencjonowanej w nim wody. Do najczęściej spotykanych należą funkcje: przyrodnicze, krajobrazowe, przeciwpowodziowe, hodowlane, zaopatrzenia w wodę (do celów komunalnych, rolniczych, przemysłowych), transportowe, energetyczne, turystyczno-rekreacyjne, przeciwpożarowe, militarne, obronne, osadnicze i kilka innych.     
W gospodarce wodnej w zależności od sposobu powstania mogą być wyznaczone jako jednolite części wód sztucznych lub silnie zmienionych. Te pierwsze są tworzone przez człowieka od podstaw, a drugie powstają przez przekształcenie już istniejących wód powierzchniowych, czyli piętrzenie wód płynących.